# Ed Mangano

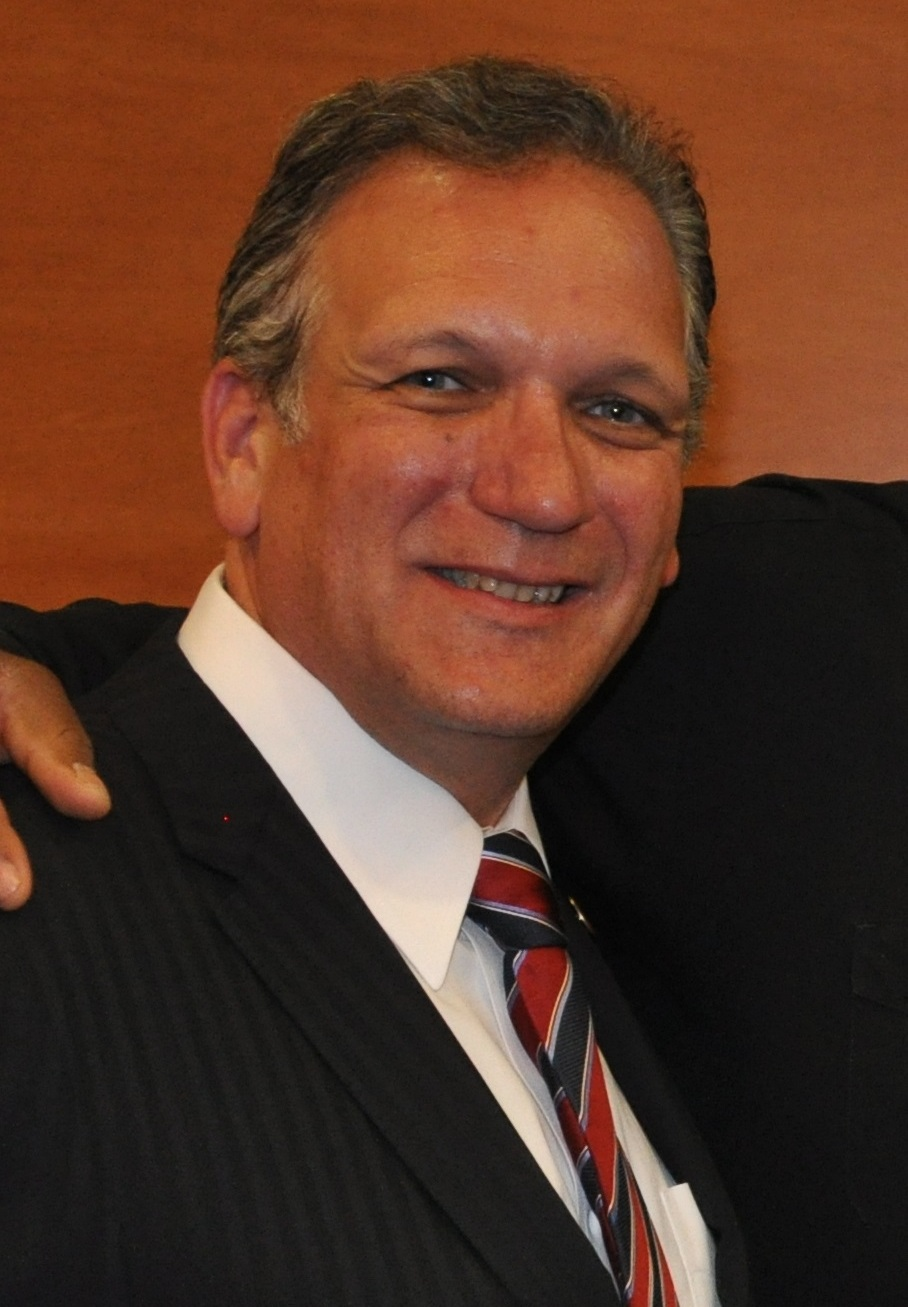
Ed Mangano (2013)

Edward P. „Ed“ Mangano (* 24. März 1962 in Bethpage, New York) ist ein US-amerikanischer Politiker. Er ist Mitglied der Republikanischen Partei und war vom 1. Januar 2010 bis zum 31. Dezember 2017 „County Executive“ des Nassau County im Bundesstaat New York.

## Leben
Ed Mangano ist der Sohn von John und Rachel Mangano und wuchs mit zwei weiteren Geschwistern in der zur Town of Oyster Bay gehörenden Kleinstadt Bethpage auf Long Island im Bundesstaat New York auf. Während seiner Schulzeit arbeitete Mangano als Hausmeister, um Geld für das College zusammen zu sparen. Er studierte Rechtswissenschaften an der Hofstra University, anschließend war er in einer örtlichen Anwaltskanzlei tätig.
Mangano ist verheiratet und hat zwei erwachsene Söhne.

## Politische Karriere
Ed Mangano ging im Jahr 1996 in die Politik, als er in den 17. Bezirk der Nassau County Legislature gewählt wurde. Dort diente er sieben Amtszeiten in Folge bis 2009. Als Abgeordneter der Legislative diente er in den Ausschüssen für Öffentlichkeitsarbeit, Park- und Landschaftsentwicklung und Wirtschaft. Der von Mangano vertretene Bezirk umfasste die Städte Bethpage, Hicksville, Plainedge, South Farmingdale, Levittown und Syosset. Nach dem Ende seiner letzten Amtszeit wurde Ed Mangano von seiner Parteikollegin Rose Marie Walker abgelöst.
Im Frühjahr 2009 gab Mangano seine Kandidatur zur Wahl des County Executive im Nassau County bekannt. Als Wahlversprechen kündigte er insbesondere eine umfassende Steuerreform an. Bei der Wahl im November 2009 setzte sich Mangano mit einem Unterschied von nur 386 Stimmen gegen den bisherigen Amtsinhaber, den der Demokratischen Partei angehörenden Thomas Suozzi, durch. Die Amtsvereidigung fand am 1. Januar 2010 statt. Während seiner Antrittsrede unterzeichnete Mangano einen Erlass zur Aufhebung der Grundsteuer zum 1. Juni 2010. Durch die Steueraufhebung kam es in der Folge zu einem Ungleichgewicht im Haushalt des Nassau County. Im November 2013 wurde Ed Mangano wiederum gegen Suozzi wiedergewählt, zum 3. Januar 2014 trat er seine zweite Amtszeit an.
Am 20. Oktober 2016 wurden Ed Mangano und seine Ehefrau Linda wegen Verdachts der Korruption vorübergehend festgenommen. Mangano soll den Restaurantbetreiber Harendra Singh bei Geschäftsabschlüssen mit dem Nassau County, unter anderem zur Belieferung des Nassau County Correctional Center, bevorteilt haben und im Gegenzug unter anderem Urlaubsreisen und kostenlose Renovierungsarbeiten an Häusern sowie weitere Vergünstigungen erhalten haben. Kurz darauf gab Singh zu, Mangano und den Bürgermeister der Stadt Oyster Bay, John Venditto, mit Vorteilen wie kostenlosen Mahlzeiten in seinen Restaurants sowie einem Scheinjob für Manganos Ehefrau bestochen zu haben. Mangano und Venditto widersprachen diesen Aussagen.
Aufgrund des bevorstehenden Korruptionsprozesses trat Mangano nicht mehr zur Wahl des County Executive im November 2017 an, am 1. Januar 2018 wurde er von Laura Curran abgelöst. Der Prozess gegen Mangano und seine Frau begann am 31. März 2018 in Central Islip, am 8. März 2019 wurden beide wegen mehrfacher Korruption verurteilt.